# Cal Fadrí
Cal Fadrí o el Fadrí és una masia d'Espinelves (Osona) inclosa a l'Inventari del Patrimoni Arquitectònic de Catalunya.

## Descripció
Edifici civil. Masia de planta rectangular amb una superfície aproximada de 12 x 5 m. Era coberta a doble vessant i un cos annex estava cobert amb vessants en la mateixa direcció.
La façana del sector sud conserva un portal rectangular amb llinda de roure i carreus de pedra als brancals. Els murs de llevant i de ponent estan aterrats.
Hi ha un tros de teulada que encara conserva la teula aràbiga però la resta està a terra.
L'estat de conservació és molt dolent i considerem que només cal esmentar-la com a testimoni del que havia estat.

## Història
Pertany a l'antiga parròquia d'Espinelves, que en un principi formava part del terme jurisdiccional de Sant Llorenç del Munt o de Cerdans. A finals del segle xv Espinelves s'havia unit a Sant Sadurní d'Osormort sota la jurisdicció dels Cabrera, comtes d'Osona. Més tard se separaren, i al segle xix, amb motiu de la divisió provincial passà a pertànyer a Girona malgrat els lligams que havia mantingut amb la vegueria de Vic.
No es troba enregistrat als fogatges del segle xvi, no hi ha cap dada constructiva ni escrita que permeti datar-la. Cal dir que al segle xix, passada la Guerra del Francès i la crisi que ocasionà, el terme experimentà un cert creixement de masies i masoveries.